# Klubowe Mistrzostwa Ameryki Południowej w koszykówce mężczyzn
Klubowe Mistrzostwa Ameryki Południowej (Portugalski: Campeonato Sul-Americano de Clubes, angielski: South American Club Championship) – międzynarodowe, klubowe rozgrywki koszykarskie, przeznaczone dla czołowych męskich drużyn z Ameryki Południowej, organizowane przez FIBA Ameryka.
Liga powstała w 1946 i była zarządzana przez Południowoamerykańską Konfederację Koszykówki, następnie pieczę nad rozgrywkami przejęła FIBA Ameryka. Do 1993 liga reprezentowała najwyższy poziom rozgrywek w Ameryce Południowej, następnie drugi (1993–1996), a od 1996 trzeci, kiedy powstała Amerykańska Liga Koszykówki FIBA. W rezultacie liga została rozwiązana w 2008.
Zawody były rozgrywane w jednym lub kilku miastach. W pierwszej rundzie rywalizowało osiem zespołów, podzielonych na dwie grupy, po cztery każda. Dwa najlepsze zespoły z każdej, z grup awansowały do półfinałów. W fazie półfinałowej zespoły z pierwszych miejsc w swoich grupach rywalizowały z tymi zajmującymi drugie miejsca w przeciwnych grupach. Do finału awansowali zwycięzcy rywalizacji półfinałowej.

## Finaliści
| Rok  | Gospodarz                   | Mistrz                    | Wicemistrz               |
| ---- | --------------------------- | ------------------------- | ------------------------ |
| 1946 | Buenos Aires                | Olimpia                   | Gimnasia y Esgrima (VdP) |
| 1953 | Antofagasta                 | Olimpia Flamengo Santa Fé |                          |
| 1956 | Montevideo                  | Defensor                  | Ateneo de la Juventud    |
| 1958 | Guayaquil                   | Defensor                  | San Lorenzo              |
| 1961 | Asunción                    | Sírio                     | Olimpia                  |
| 1965 | São Paulo                   | Corinthians               | Tabaré                   |
| 1966 | São Paulo                   | Corinthians               | Liga Deportiva           |
| 1967 | Antofagasta                 | Thomas Bata               | Welcome                  |
| 1968 | Montevideo                  | Sírio                     | Welcome                  |
| 1969 | Guayaquil                   | Corinthians               | Liga Deportiva           |
| 1970 | Punta Arenas                | Sírio                     | Atenas                   |
| 1971 | Arequipa                    | Sírio                     | Sportiva Italiana        |
| 1972 | São Paulo                   | Sírio                     | Olimpia                  |
| 1974 | Mercedes, Salto, Montevideo | Franca                    | CA Peñarol               |
| 1975 | La Paz                      | Franca                    | Obras Sanitarias         |
| 1977 | Corrientes, Buenos Aires    | Franca                    | Palmeiras                |
| 1978 | São Paulo                   | Sírio                     | Franca                   |
| 1979 | Isla Margarita              | Sírio                     | Guaiqueríes de Margarita |
| 1980 | Cúcuta                      | Franca                    | Sírio                    |
| 1981 | Asunción, Encarnación       | Ferro C. Oeste            | São José dos Campos      |
| 1982 | Buenos Aires, Montevideo    | Ferro C. Oeste            | Obras Sanitarias         |
| 1983 | Buenos Aires, Montevideo    | Peñarol                   | Monte Líbano             |
| 1984 | Tarija, Sucre               | Sírio                     | River Plate              |
| 1985 | Limeira, Jundiaí            | Monte Líbano              | San Andrés               |
| 1986 | Buenos Aires                | Monte Líbano              | Ferro C. Oeste           |
| 1987 | Valparaíso, Santiago        | Ferro C. Oeste            | Monte Líbano             |
| 1988 | Caracas                     | Trotamundos               | Atenas                   |
| 1989 | Asunción                    | Trotamundos               | Biguá                    |
| 1990 | Guayaquil                   | Franca                    | San Pedro Pascual        |
| 1991 | Franca                      | Franca                    | Atenas                   |
| 1992 | Montevideo                  | Biguá                     | Franca                   |
| 1993 | Córdoba                     | Atenas                    | Franca                   |
| 1994 | Lima                        | Atenas                    | Olimpia (VT)             |
| 1995 | Bucaramanga                 | Rio Claro                 | Hebraica y Macabi        |
| 1996 | Concepción, Talca           | Independiente             | Rio Claro                |
| 1998 | Tarija                      | Vasco da Gama             | Welcome                  |
| 1999 | Rio de Janeiro              | Vasco da Gama             | Associação Bauru         |
| 2000 | Valencia                    | Trotamundos               | Vasco da Gama            |
| 2001 | Isla Margarita              | Delfines de Cabimas       | Espartanos de Margarita  |
| 2002 | Valdivia                    | Delfines de Miranda       | Valdivia                 |
| 2003 | Maracaibo                   | Delfines de Miranda       | Gimnasia y Esgrima (CR)  |
| 2004 | Asunción                    | Boca Juniors              | Delfines de Miranda      |
| 2005 | Rafaela                     | Boca Juniors              | Unitri/Uberlândia        |
| 2006 | Barquisimeto                | Boca Juniors              | Guaros de Lara           |
| 2007 | Brasília                    | Minas Tênis               | Boca Juniors             |
| 2008 | Guayaquil                   | Biguá                     | Libertad                 |

## Tytuły według klubu
| Tytuły | Klub                | Zwycięskie lata                                |
| ------ | ------------------- | ---------------------------------------------- |
| 8      | Sírio               | 1961, 1968, 1970, 1971, 1972, 1978, 1979, 1984 |
| 6      | Franca              | 1974, 1975, 1977, 1980, 1990, 1991             |
| 3      | Corinthians         | 1965, 1966, 1969                               |
| 3      | Ferro C. Oeste      | 1981, 1982, 1987                               |
| 3      | Trotamundos         | 1988, 1989, 2000                               |
| 3      | Delfines de Miranda | 2001, 2002, 2003                               |
| 3      | Boca Juniors        | 2004, 2005, 2006                               |
| 2      | Defensor            | 1956, 1958                                     |
| 2      | Monte Líbano        | 1985, 1986                                     |
| 2      | Biguá               | 1992, 2008                                     |
| 2      | Atenas              | 1993, 1994                                     |
| 2      | Vasco da Gama       | 1998, 1999                                     |
| 1      | Olimpia             | 1946                                           |
| 1      | Olimpia             | 1953                                           |
| 1      | Flamengo            | 1953                                           |
| 1      | Santa Fé            | 1953                                           |
| 1      | Thomas Bata         | 1967                                           |
| 1      | Peñarol             | 1983                                           |
| 1      | Rio Claro           | 1995                                           |
| 1      | Independiente       | 1996                                           |
| 1      | Minas               | 2007                                           |

## Tytuły według kraju
| Tytuły | Kraj      |
| ------ | --------- |
| 23     | Brazylia  |
| 9      | Argentyna |
| 6      | Urugwaj   |
| 6      | Wenezuela |
| 1      | Paragwaj  |
| 1      | Chile     |